# Parkers Crossroads
Parkers Crossroads – miasto w Stanach Zjednoczonych, w stanie Tennessee, w hrabstwie Henderson.